# 西南廣播公司

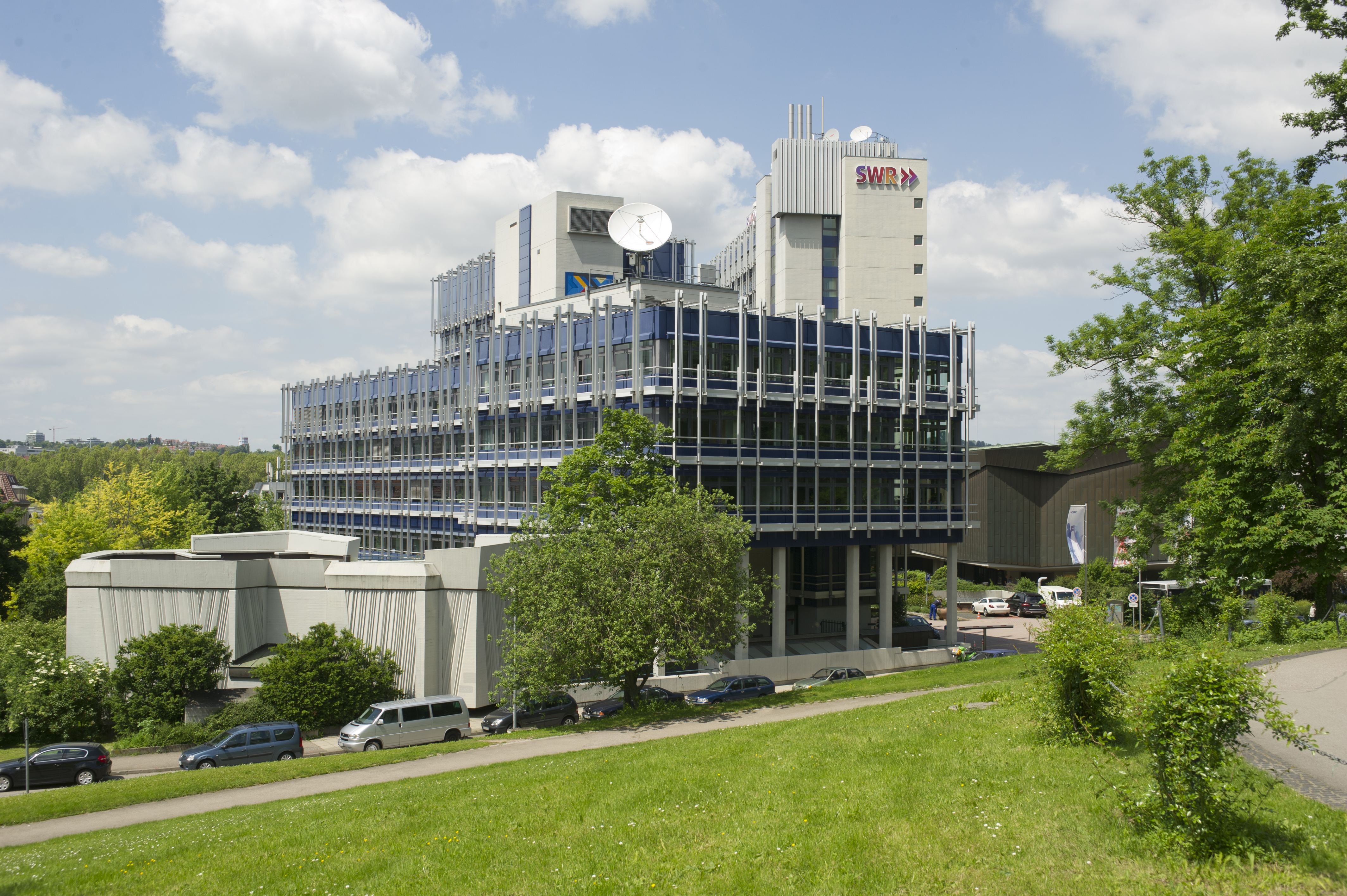
位于斯图加特的西南广播公司大楼

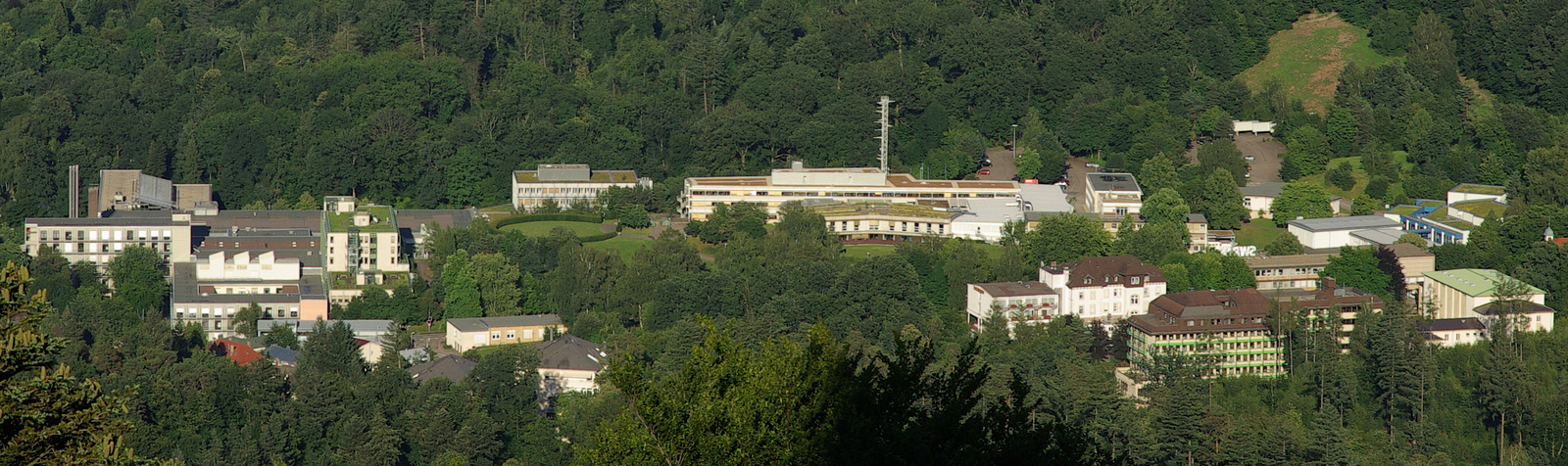
位于巴登巴登的西南广播公司建筑群

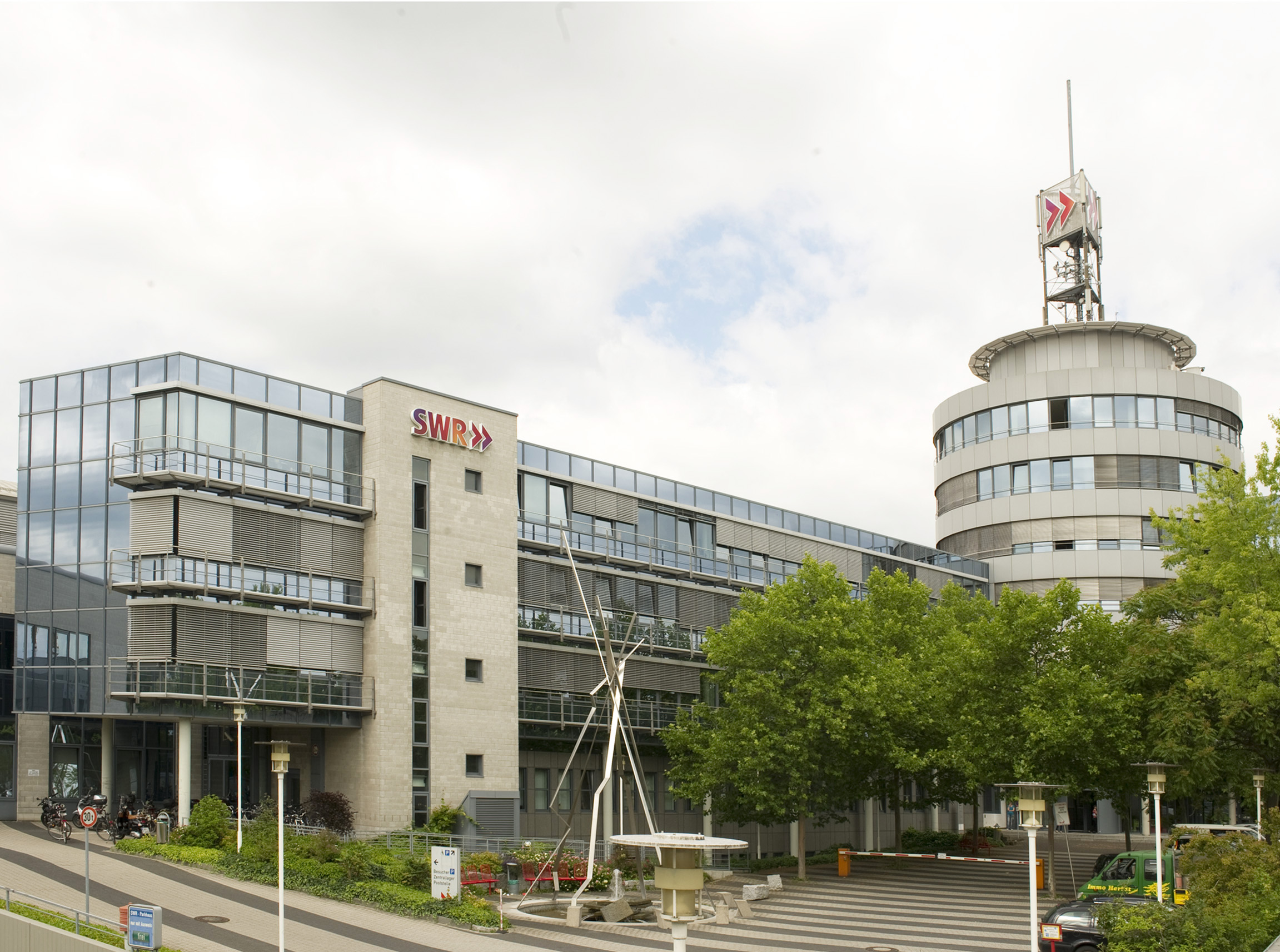
美因茨的西南广播公司大楼

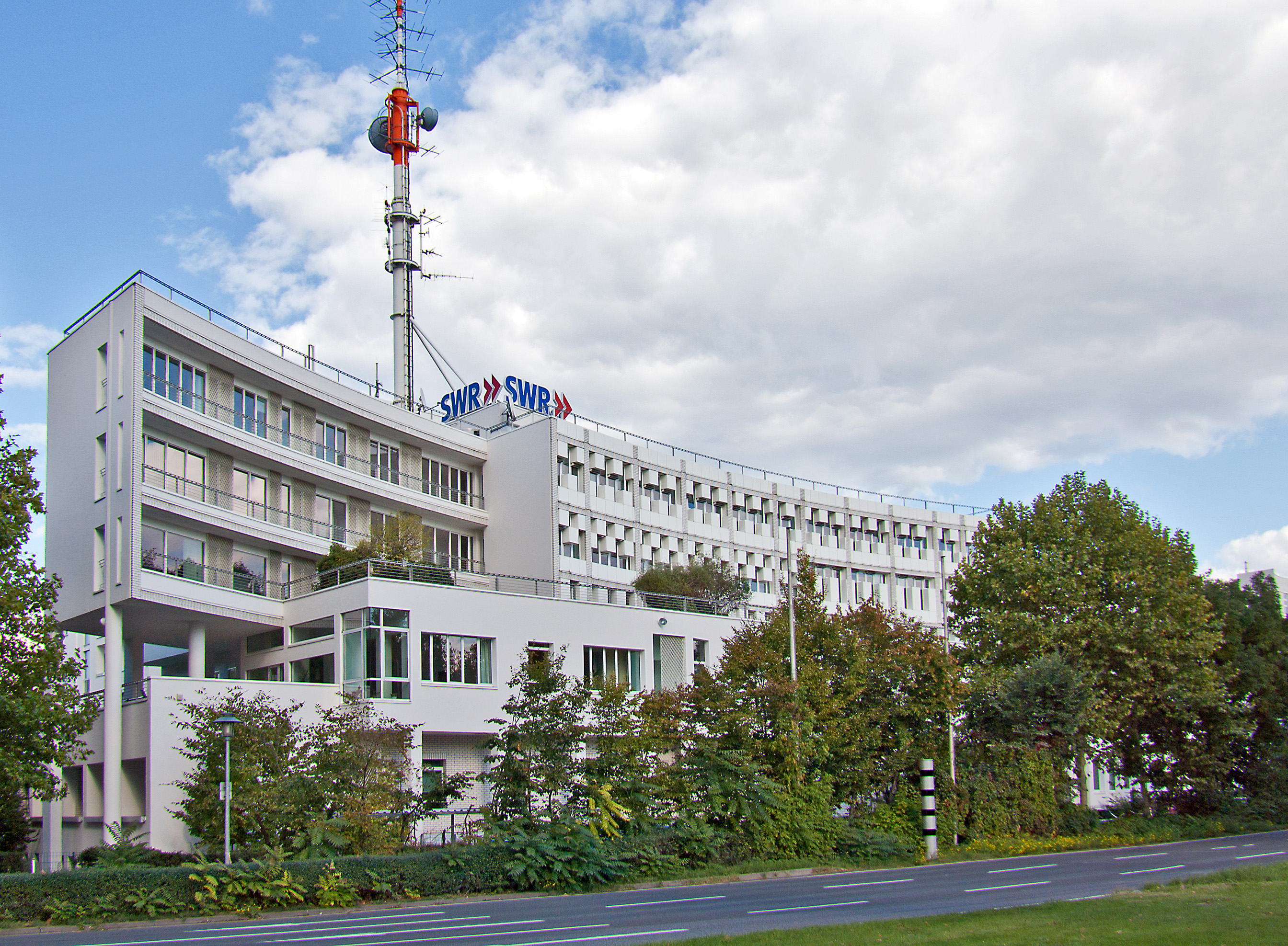
曼海姆的西南广播公司大楼

2015年11月启用的西南廣播公司标志

舊色彩的西南广播公司标志

使用於成立至2011年2月28日為止的西南廣播公司标志

西南廣播公司（德語：Südwestrundfunk，發音：[zyːtˈvɛstˌʁʊntfʊŋk]）是德国的一个州立广播公司，它有三个中心：巴登-巴登、美因茨和斯图加特，其中斯图加特也是管理中心。它是1998年成立的，是继西德廣播公司后德國公共廣播聯盟中第二大的广播公司。它是巴登-符腾堡和莱茵兰-普法尔茨两个州的公办企业。

## 历史
1998年1月1日巴登-符腾堡和莱茵兰-普法尔茨两个州重新成立西南廣播公司。1998年8月30日它接收了原来南德广播公司和老西南广播公司的播送业务。经过一个月的过渡期10月1日西南廣播公司正式成为它的两个前身的合法继承人。巴登-符腾堡和莱茵兰-普法尔茨的州政府决定采取成立一个全新的公司的方法来合并它们的两个广播公司，而不仅仅是一个简单的合并。新广播公司的广播协议已经在1997年5月31日签成。在广播协议里定义广播公司必须客观和多元地报道，并规定了它促进文化生活的义务。

### 合并之路
到合并位置巴登-符腾堡是德国唯一一个拥有两个州立广播公司的州，一个负责州的南部，一个负责北部。其中的一个还负责莱茵兰-普法尔茨州。这个特殊情况是历史上遗留下来的：第二次世界大战后成立的老西南广播公司是法占区的广播公司，负责当时的南巴登、符騰堡-霍亨索倫和莱茵兰-普法尔茨三个州。南德广播公司则是美占区的广播公司，负责当时的符腾堡-巴登州。1952年符腾堡-霍亨索伦和符腾堡-巴登决定合并成巴登-符腾堡州，但是广播公司的情况没有改变。
在电视方面这两个广播公司（以及薩爾廣播公司）从一开始就紧密合作，从1968年开始在文化广播节目也紧密合作。但是在其它广播频道里只有个别节目合作。由于公司组织文化的差异以及在巴登-符腾堡两个公司的电台都能被收听造成它们互相之间甚至竞争和互相挖取听众。尤其它们的流行音乐电台的组织者和听众互相竞争激烈。
早在1970年代里就有人开始讨论怎样重新安排德国西南部的州立广播公司。其中有两个方案占主要地位：第一个是按照北德广播公司的榜样合并南德广播公司、萨尔广播公司和西南广播公司。另一个是扩展南德广播公司的范围到整个巴登-符腾堡，把西南广播公司的范围缩小到莱茵兰-普法尔茨州。但是这两个方案都遭到强烈的反对：一方面有人觉得一个包括三个州的广播公司太大，另一方面有人觉得莱茵兰-普法尔茨和萨尔兰各一广播公司太小。所以最后决定维持現狀。1988年当时的巴登-符腾堡州州长罗塔·施贝特再次提议合并南德和西南广播公司，但是不要萨尔兰参加。虽然这个方案也没有成功，但是1991年两个广播公司决定把他们的文化频道合并到一起，并在巴登-符腾堡建立一个新的共同的电台。与萨尔广播公司的电台合作则被终断，在电视方面则继续下去。1997年共同的电台广播终于开始播放，一开始只有數碼聲音廣播。
1996年两州选举后两个广播公司的经理和两个州的州长埃尔文·托伊弗尔和库特·贝克再次提议合并，最后1997年的广播协议达成。尤其南德广播公司内部对这个协议的批评很大，因为南德广播公司觉得他们被西南广播公司“敌意收并”了。实际上合并后新公司的大多数中心系统集中在老西南广播公司在巴登-巴登的总部，大多数高级管理人员也是老西南广播公司的人，新的广播电台节目主要依照老西南广播公司的方式运行。

### 合并后
合并后西南广播公司内设立了两个拥有很多自主权和自立结构的州广播站。原来南德广播公司的许多主题编辑组被取消，在广播公司负责的领域内增设了许多新的报道办公室。因此在广播和电视方面主题节目都减少，地区报道则增多。
2000年西南广播公司的青少年频道开始用调频广播播送，此前它只允许在数码广播里播送。2002年西南广播公司开始播送它的信息频道。2005年西南广播公司从柏林-勃蘭登堡廣播公司接受负责德國公共廣播聯盟的数据电视节目。从2006年到2008年西南广播公司把其PAL制式电视节目改为使用数据的DVB-T制式。从2011年开始西南广播公司开始使用数据制式播送广播节目。
从2012年4月30日开始西南广播公司的卫星电视信号用高清电视制式播送，非数码的卫星信号停送。
从2007年开始公司努力节省经费。比如与2010年相比2020年其文化节目的经费计划减少四分之一。

## 批评
2013年9月奥托·布伦纳基金会发表了一份对西南广播公司和北德广播公司的电视节目的调查。在调查的前言里基金会的总裁写道，调查结果证明这些广播公司“通俗化”，以至于“它们的水平与私人广播公司相称”。比如电视节目仅仅依靠大量重复才能被充满，而节目的信息浓度比公司自称的要低得多。
西南广播公司和北德广播公司反过来批评这个结论。调查的本文并没有反应出前言里的结论。基金会则在新闻公告上否认在前言里单向强调对广播公司不利的内容。
2016年1月西南广播公司决定在巴登-符腾堡和莱茵兰-普法尔茨州议会选举后各党州党魁的讨论节目上不邀请小党派的党魁。原因是德国社会民主党和联盟90/绿党宣布假如德國另類選擇被邀请的话他们就不参加。因此西南广播公司决定只邀请在州议会内的党派。这样一来除德国另类选择外左翼党和自由民主党也不被邀请了。基督教民主联盟的州主席因此也说将不参加。西南广播公司自称是在其总裁的呼吁后各党决定按照原来的计划都参加。

## 组织和经费
公司总经理、总管理部门和巴登-符腾堡州的总部位于斯图加特。电视和广播以及技术和制作的总部在巴登-巴登。律师部门和莱茵兰-普法尔茨州的总部在美因茨。
总经理下设以下部门：管理（斯图加特）、电视（巴登-巴登）、广播（巴登-巴登）、巴登-符腾堡州电台（斯图加特）、莱茵兰-普法尔茨州电台（美因茨）、律师部门（美因茨）、技术和制作（巴登-巴登）。
2006年公司共有3650个计划职位（1998年为4200个），此外还有许多没有计划职位的自立合作者。
2014年西南广播公司的总收入为10.69亿欧元。总职员费用（包括老职员的养老费为5.03537亿欧元。2013年总经理的税前薪水为30.9万欧元。

## 广播和管理理事会
西南广播公司的广播理事会监督公司的节目和管理，它由两个州的社会和政治的相关兴趣代表组成，其成员的来源由广播协议规定。广播理事会按照严格规定的条件选择管理理事会，管理理事会的责任也是在广播协议里规定的。

## 地点
州广播电台的节目主要在斯图加特和美因茨制作。跨州际的广播节目以及文化和娱乐电视节目主要实在巴登-巴登制作的，这里也是技术和制作部门的总部。除地区性节目外斯图加特也是总经理的办公处和体育节目的编辑部，而美因茨则有律师部门和网上编辑部等跨州际的任务。儿童救济活动“心上事”的总部也在美因茨，它是西南广播公司、萨尔广播公司和斯巴达银行的捐款和福利活动，其任务是资助巴登-符腾堡、莱茵兰-普法尔茨和撒尔兰的有需求儿童。
除斯图加特、美因茨和巴登-巴登外西南广播公司在腓特烈港（带有里斯河畔比伯拉赫、康斯坦茨和拉芬斯堡三个地区办公室）、弗莱堡（带有勒拉赫、奥芬堡、菲林根-施文宁根和瓦尔茨胡特-廷根四个地区办公室）、海尔布隆（带有施韦比施哈尔和陶伯比绍夫斯海姆两个地区办公室）、卡尔斯鲁厄（带有普福尔茨海姆地区办公室）、蒂宾根、乌尔姆（带有阿倫地区办公室）六个巴登-符腾堡广播站和美因茨（带有巴特克罗伊茨纳赫和沃尔姆斯两个地区办公室）、曼海姆-路德维希港（带有兰道和莫斯巴赫-布亨两个地区办公室）、凯撒斯劳滕、科布倫茨（带有巴特诺因阿尔-阿尔韦勒和贝茨多夫两个地区办公室）、特里尔（带有盖罗尔施泰因和特拉本-特拉尔巴赫两个地方办公室）五个莱茵兰-普法尔茨广播站。此外西南广播公司在柏林有两个电视记者和八个电台记者，在波恩有一个电台记者。

## 节目
西南广播公司在巴登-符腾堡和莱茵兰-普法尔茨的电视节目是一致的，此外它有八个广播节目。
巴登-符腾堡和莱茵兰-普法尔茨的州秀是电视节目的旗舰。各州自己的节目占电视节目的30%，70%来自巴登-巴登的两州共同节目。萨尔广播公司也播放这些共同节目，因此一些节目是由萨尔广播公司制作的。到2016年9月30日位置西南广播公司还制作德國公共廣播聯盟的数据电视节目。
此外西南广播公司也参加德国公共广播联盟的电视节目，比如德国电视一台的节目里18.2%的节目是西南广播公司制作的。通过DVB-T西南广播公司还播送巴伐利亚广播公司、黑森广播公司和西德广播公司的频道。
西南广播公司对巴登-符腾堡和莱茵兰-普法尔茨各有两个专门的广播节目：第一台播送老歌和轻松的流行歌，第四台播送施拉格音乐。在两个第四台上还有地区性的节目。傍晚和夜里第一台和第四台轮流播放共同的节目。此外西南广播公司还有四个跨地区性的电台：第二台、第三台、青少年台和一个新闻台。
在因特网上西南广播公司的广播节目可以作为流媒体收听，其中包括它的第二台所有过去的节目。

## 发射站
和大多数德国公共广播联盟的西德广播公司一样西南广播公司拥有自己的电台和电视发射网。这些发射站也播送私人广播节目。此外往往其它电波服务者，如移动网络服务、移动电话服务和政府机关也使用西南广播公司的发射设施。

### 2012年中波电台关闭
2012年1月8日西南广播公司决定关闭其中频信息广播电台。其原因是省钱。西南广播公司说中频广播电台的用电量比数据电台发射站高得多。但是由于数据电台发射站的覆盖率没有达到整个德国西南部，因此这个电台的覆盖率降低。

## 乐团和合唱团
西南广播公司有三个广播乐团，共约300名音乐家，并合作资助另一个。这些乐团里包括一个交响乐团：位于斯图加特的西南广播公司交响乐团。
西南广播公司从原来的南德广播公司继承了今天的西南广播公司斯图加特合唱队和西南广播公司大乐队。从老西南广播公司它继承了今天的西南广播公司试验工作室，这是一个重要的新音乐和实验性音乐的中心。
德国萨尔布吕肯凯撒斯劳特恩广播爱乐乐团由西南广播公司和萨尔广播公司共同筹办。
西南广播公司的职员还成立了多个非正式的乐团，比如第一台、第三台和第四台的工作人员、编辑和广播员各自组成了一个乐团。

## 在德国公共广播联盟内的任务
西南广播公司在共同电视台3sat和德法公共电视台以及德国公共广播联盟的网站的协调工作中起主导作用。德法公共电视台的德国总部在巴登-巴登。德国公共广播联盟的网站的总部在美因茨。德国公共广播联盟的数据台的主导也是西南广播公司。
西南广播公司资助德国公共广播联盟外国记者网中的下面这些记者站：广播：布鲁塞尔、苏黎世、伊斯坦布尔、德黑兰、约翰内斯堡、开罗、伦敦、洛杉矶、上海、华盛顿特区；电视：里约热内卢、日内瓦、约翰内斯堡、开罗、马德里、墨西哥城